# Sepideh Qolian
Sepideh Qoliyan (em persa: سپیده قلیان, nascida em 23 de setembro de 1994, na cidade de Dezful, no Irã), é uma ativista política iraniana, estudante de veterinária rústica e jornalista da cidade de Dezful.

## Ativismo
Em 18 de novembro de 2018, Sepideh Qoliyan, que já havia trabalhado com várias publicações como jornalista cidadã, estava relatando um protesto trabalhista organizado pelo Sindicato dos Trabalhadores da Haft Tappeh Sugarcane Agro Industrial Company (persa: شرکت نیشکر هفت‌تپه), quando foi presa pelas forças de segurança iranianas. O porta-voz do sindicato Esmail Bakhshi e uma dúzia de outros sindicalistas também foram presos durante o protesto. Todos os presos, exceto Sepideh Qolian e Esmail Bakhshi, foram libertados em poucos dias. Sepideh e Esmail foram detidos sem acusação ou representação legal por 30 dias e acabaram sendo libertados sob fiança.

## Tortura
Em 29 de novembro de 2018, enquanto Sepideh e Esmail ainda estavam detidos, o The Vahed Syndicate, um sindicato que representa mais de 17.000 trabalhadores do trânsito, revelou em comunicado que Esmail Bakhshi havia sido brevemente hospitalizado devido à tortura que sofreu enquanto estava sob custódia do governo. Imediatamente após a libertação, Sepideh confirmou que ela e Esmail foram submetidos a tortura pelas forças de segurança. Após sua libertação sob fiança, Sepideh e Esmail deram à Anistia Internacional um relato da tortura que sofreram enquanto estavam sob custódia da polícia e do ministério da inteligência nas cidades de Shush e Ahvaz. Eles contaram à Anistia que foram espancados, jogados contra as paredes, jogados no chão, humilhados com açoites e ameaçados de agressão sexual e assassinato. Sepideh afirmou que suas sessões diárias de interrogatório começavam por volta das 10h e duravam até as primeiras horas da manhã seguinte. Ela ainda disse que os oficiais de inteligência repetidamente a sujeitavam a insultos sexuais como "prostituta", acusavam-na de ter relações sexuais com trabalhadores e ameaçavam enviar informações a sua família para que a assassinassem por crime de honra. Essa revelação levou a uma imensa reação pública, especialmente nas redes sociais iranianas. Em resposta à indignação pública, várias organizações estatais iranianas negaram as acusações de Sepideh e caracterizaram a ela e a Esmail como instrumentos de interesse estrangeiro.[carece de fontes?]
Em 19 de janeiro de 2019, a televisão estatal iraniana transmitiu o que alegou ser um documentário mostrando que Sepideh, Esmail e outros ativistas têm conexões com o governo Trump, grupos comunistas e outros iranianos na diáspora que buscam derrubar o regime iraniano. A transmissão, gravada durante a detenção, continha vídeos de Sepideh e Esmail visivelmente perturbados confessando seus crimes contra o estado. Sepideh respondeu no Twitter que esta transmissão é por si só mais uma prova de tortura. Farzaneh Zilabi, advogada de Esmail, descreveu a transmissão das declarações obtidas de seu cliente sob coação como uma violação da lei. “A transmissão deste documentário é injustificável e inaceitável. Agora que as informações confidenciais deste caso falso foram tornadas públicas por meio de um documentário enganoso, seletivo e injusto, o Sr. Bakhshi exige um julgamento público e transparente”. De acordo com Zilabi, a transmissão foi uma violação do Artigo 96 do Regulamento de Procedimentos Criminais do Irã, que proíbe e criminaliza revelar a identidade e imagens de suspeitos antes da condenação.

## Presos novamente
Sepideh e Esmail foram presos novamente em 20 de janeiro de 2019. De acordo com a Anistia Internacional, o momento da prisão sugere fortemente que é uma tentativa de silenciá-los e puni-los por falarem sobre os abusos que sofreram sob custódia do governo. Em entrevista por telefone, o pai de Sepideh disse a um repórter: "Às 7 horas da manhã, 12 policiais homens e 2 mulheres invadiram violentamente minha casa, quebraram os dentes de meu filho, agrediram a mim e a minha esposa e nos disseram que matariam nossa filha."
Abolfazl Ghadyani, um ex-revolucionário islâmico veterano que se tornou dissidente, apontou Ali Khamenei como o principal culpado por todos os delitos e injustiças contra Sepideh e Esmail.

## Reconhecimento
Em 2022, Sepideh Qolian foi reconhecida pela BBC como uma das 100 mulheres mais inspiradoras do mundo.